# Neomyia boyesi
Neomyia boyesi är en tvåvingeart som först beskrevs av Zielke 1973.  Neomyia boyesi ingår i släktet Neomyia och familjen husflugor. Inga underarter finns listade i Catalogue of Life.